# Tour de Guyane 2017
Le Tour de Guyane 2017 est la 28e édition du Tour de Guyane. Il a débuté à Cayenne (à l'Hôtel de la Collectivité Territoriale de Guyane) le 19 août et s'est achevé le 27 août 2017 sur la place des Palmistes à Cayenne.

## Parcours
Le tracé du 28ème Tour de Guyane a été dévoilé à l’hôtel de la Collectivité Territoriale de Guyane (CTG).  Cette année, les coureurs sont partis de la CTG le samedi 19 août. Comme en 2016, ils sont passés par le bourg de Cacao.  Puis ont traversé notamment Montsinéry, Sinnamary, Saint-Laurent, Mana, Apatou, Kourou et Rémire-Montjoly, soit un parcours total de presque 1280 kilomètres.
Neuf équipes (pour environ 120 coureurs) composent le peloton: en plus des clubs guyanais : la Belgique, l’Allemagne, la Grande-Bretagne, la Normandie, Aubervilliers, la Vendée, la Martinique, la Guadeloupe, une sélection de Cuba ainsi qu'une sélection de Guyane.

## Étapes
L'édition 2017 du Tour de Guyane comporte neuf étapes dont deux contre-la-montre individuels.
| Étape                           | Date         | Villes étapes                                          |                           | Distance (km) | Vainqueur d’étape   | Leader du classement général |
| ------------------------------- | ------------ | ------------------------------------------------------ | ------------------------- | ------------- | ------------------- | ---------------------------- |
| 1re étape                       | sam. 19 août | Cayenne (CTG) – Macouria                               | Étape de plaine           | 141,4         | Melvin Rullière     | Melvin Rullière              |
| 2e étape                        | dim. 20 août | Cacao – Montsinéry                                     | Étape de moyenne montagne | 91,9          | Boris Carène        | Boris Carène                 |
| Contre-la-montre (individuelle) | sam. 20 août | Tonnegrande - Montsinéry                               | Étape de plaine           | 15,2          | Boris Carène        |                              |
| 3e étape                        | lun. 21 août | Cayenne – Sinnamary                                    | Étape de plaine           | 150,8         | Terry Tsang-Yee-Moï | Boris Carène                 |
| 4e étape                        | mar. 22 août | Sinnamary – Saint-Laurent-du-Maroni                    | Étape de plaine           | 147,6         | James Grinville     | Boris Carène                 |
| 5e étape                        | mer. 23 août | Mana – Saint-Laurent-du-Maroni – Apatou                | Étape de moyenne montagne | 163,8         | Luis Sablon         | Melvin Rullière              |
| 6e étape                        | jeu. 24 août | Saint-Laurent-du-Maroni – Sinnamary                    | Étape de moyenne montagne | 147,3         | Melvin Rullière     | Melvin Rullière              |
| 7e étape                        | ven. 25 août | Sinnamary – Kourou                                     | Étape de plaine           | 148,5         | Mickaël Laurent     | Mickaël Laurent              |
| 8e étape                        | sam. 26 août | Kourou – Rémire-Montjoly                               | Étape de plaine           | 114,1         | Terry Tsang-Yee-Moï | Mickaël Laurent              |
| Contre-la-montre (individuelle) | sam. 26 août | Rémire-Montjoly - Rémire-Montjoly                      | Étape de plaine           | 10,6          | Boris Carène        |                              |
| 9e étape                        | dim. 27 août | Cayenne (CTG) - Matoury- Cayenne (Place des Palmistes) | Étape de plaine           | 147,1         |                     |                              |